# The Hobbit (1966)
The Hobbit ist ein englischsprachiger Zeichentrickfilm aus dem Jahr 1966, nach dem Buch Der kleine Hobbit von J. R. R. Tolkien.
Die Verfilmung, die stellenweise stark von der Buchvorlage abweicht, stellt die erste Filmadaption des Buches dar. Sie wurde im Jahr 1966 nur in einem äußerst kleinen Rahmen veröffentlicht und diente dabei einzig der Abwicklung eines profitablen Lizenzgeschäftes.

## Handlung
In Mittelerde wird in der Stadt Thal, die den Beinamen „Stadt der goldenen Glocken“ trägt, ein Reichsschatz aufbewahrt, dessen wertvollste Stück, der Arkenstein, das weiße „Herz des einsamen Berges“ ist. Doch dann zerstört ein monströser Diener des Bösen, der Drache Schlacke (englisch wörtlich: „Slag“), die Stadt bis auf die Grundmauern und trägt den Schatz mitsamt dem Arkenstein fort. Nur drei Bewohner Thals überleben: ein Wächter, der den Drachenangriff verschläft, der Garnisonsgeneral Thorin Eichenschild sowie die Prinzessin „Mika Milovana“. Gemeinsam betrachten die drei das in Asche liegende Reich. Nur der große Zauberer Gandalf könne weiterhelfen, stellt General Eichenschild schließlich fest.
Zerlumpt und erschöpft erreichen die drei den einsamen Turm von Gandalf dem Grauen. Der große Zauberer empfängt sie und erkennt sogleich, dass alles so geschehen ist, wie es die Prophezeiung im großen Buch vorausgesagt hat. Die Zeit des Hobbits sei gekommen. Gandalf führt die drei Überlebenden nach Hobbingen im Auenland, wo die Hobbits in komfortablen Höhlen in der Erde leben. Einer dieser Hobbits ist Bilbo Beutlin, der im Gegensatz zum Ururururgroßhobbit keine Drachenabenteuer sucht. Plötzlich stehen Gandalf und die drei Hilfesuchenden in der Stube von Bilbo Beutlin und beginnen damit, sich selbst zu bedienen. Sie verzehren die Essensvorräte des Hobbits, erzählen ihm vom gestohlenen Gold, dem Drachenfeuer und dem Tod. Gandalf erklärt dem Hobbit, dass er der auserwählte Drachentöter sei und die Gruppe zum Drachen führen wird. Zunächst weigert sich Bilbo, sich der Gruppe anzuschließen. Als jedoch die Prinzessin betont, dass sie zur Not auch alleine gehen werde, willigt Bilbo schockiert ein. Am nächsten Morgen brechen Bilbo Beutlin, Thorin Eichenschild, der verschlafene Wächter und die Prinzessin auf. Gandalf, der weiß welche Schrecken auf die Gefährten lauern, bleibt zurück, um alles aus der Ferne zu beobachten.
Mit nur wenigen Essensrationen, die ein Hobbit üblicherweise als Zwischenmahlzeit verzehrt, brechen die Gefährten auf. Sie lassen Hobbingen zurück und folgen der Route einer alten Karte. Der Weg führt sie über schwer passierbare Berge. Ahnungslos nähern sich die Reisenden zwei „Groans“, die an einem Lagerfeuer ein gestohlenes Lamm rösten. Legenden über diese Trollwesen mit ihrer borkendicken Haut besagen, dass sie vor dem Sonnenaufgang in ihren Höhlen sein müssen, sonst würden sie als trockene Bäume im Boden verwurzeln. Das Lamm stellt für die beiden Groans, deren Lieblingsessen Menschenfleisch ist, lediglich einen Appetitanreger dar. Für die hungrigen Gefährten ist der aufkommende, schmackhafte Geruch des Lamms unwiderstehlich. Ohne Vorsicht läuft Bilbo los, gefolgt von den drei Gefährten. Sie sind jedoch schneller, größer und geben keine Acht auf den Hobbit. Sie drücken Bilbo zur Seite, sodass er trudelnd in einen hohlen Baumstamm stürzt. Als die drei Ausgehungerten das Lagerfeuer erreichen, werden sie im Nu von den beiden Groans ergriffen und an einen Röststab gebunden. Einer der beiden Groans, der zuvor schon das Lamm geröstet hatte, hängt die drei gefesselten Gefährten zum Rösten über das Feuer. Dem anderen Groan missfällt dies und er beschwert sich wütend. Er fordert, dass die neuen Opfer gekocht werden sollen. Daraufhin schlägt der erste Groan den Röstspieß erzürnt zur Seite und schreit den anderen Groan an. Er solle froh sein, so viel Menschenfleisch auf einmal zu haben. Aufgrund des Streits liegen die drei Gefährten nun jenseits des Lagerfeuers und sind zumindest fürs Erste gerettet. Aber die Nacht ist noch lange nicht zu Ende. Bilbo erkennt, dass ein Ende des Streits auch das Ende seiner Kameraden bedeuten könnte. Er begreift, dass er die beiden Groans im Streit halten muss, um sie zu retten. Aus dem Baumstamm heraus ahmt Bilbo die Stimme der Groans nach: „Oh sicher, du kontrollierst mich und frisst mehr als ich!“ Der erste Groan fügt sodann hinzu: „Du redest nur dummes Zeugs, du Dümmling.“ Die beiden Groans beginnen sich wild zu prügeln. Sie vergessen alles, das Essen und letztlich auch das Morgengrauen. Die Sonnenstrahlen treffen sie und sie erstarren an Ort und Stelle. Bilbo und die drei Gefährten, die ihn nach diesem Vorfall nun zu schätzen wissen, setzen ihren Weg über die hohen Berge fort. Thorin Eichenschild vermutet, dass Bilbo sich am Schluss noch als nützlich herausstellen könnte. Doch plötzlich ist Bilbo verschwunden.
Bilbo stürzt durch eine Gletscherspalte tief in einen Berg hinein, dessen Tunnel größtenteils von hasserfüllten Grabschlingen (englisch wörtlich: „Grablings“) bevölkert ist, welche gerne aus purer Bosheit töten und fressen. Bilbo findet sich nun am Boden eines tiefgelegenen Tunnels wieder, in dem das Wesen Gollum lebt. Gollum hatte vor vielen Jahren einen wertvollen Ring gefunden und war anschließend mit ihm in die Tiefen des Berges gekrochen, um ihn zu verbergen. Gollum war so lange mit dem Ring alleine gewesen, dass er verkümmerte und Selbstgespräche führte. Als Gollum spürt, dass jemand seinen Tunnel betreten hat und ihm den Ring wegnehmen könnte, begibt er sich auf die Suche nach dem potenziellen Dieb, um ihn zu töten. Derweil hat der Ring schon seinen Weg zu Bilbo gefunden. Beim Ring handelt es sich um den Einen Ring der Macht, einen magischen Ring, den Gandalf schon lange gesucht hat. Bilbo spürt auf der Stelle die magische Kraft, die nunmehr vom Ring an seinem Finger ausgeht. Als Gollum sich dem Hobbit nähert, springt dieser mit seinen breiten Hobbitfüßen zum nächsten aufsteigenden Tunnel. Gollum befürchtet, dass Bilbo den Ausweg aus dem Berg bald erreichen könnte. Bilbo, der den Weg zum Ausgang jedoch nicht kennt, folgt Gollum durch einen Tunnelweg, in dem sich keine der Grapschlinge aufhalten. Bilbo läuft Gollum hinterher, immer weiter aufwärts und trifft letztendlich auf den wohltuenden Sonnenschein außerhalb des Berges. Bilbo trifft kurz darauf wieder auf seine Gefährten. Sie befinden sich nun jenseits der Bergbarrikaden. Nun liegt das nächste Reisehindernis vor ihnen: der dicht gewachsene, undurchdringliche Düsterwald. Ein dichter, endloser Wald, dessen Dunst so giftig ist wie seine Pflanzen. Ausgehungert und erschöpft erreichten sie den Waldrand und den Einsamen Berg.
Der Drache Schlacke hat die unmittelbare Umgebung rund um den Einsamen Berg vollständig verwüstet. In einer großen Halle der Edelsteinmine von Thal will er ausschlafen. Er ruht auf dem zusammengerafften Schatz Thals, zu dem auch viele Edelsteine gehören, die ursprünglich in genau diesen Minen abgebaut wurden. Wenn er ausgeschlafen hat, wird er weitere Länder und Orte, möglicherweise auch Hobbingen, zerstören. Bilbo schleicht sich an den Drachenhort heran. Zwischen den Edelsteinen entdeckt er den herzförmigen Arkenstein, was ihn auf eine Idee bringt. Die wachsende Liebe zur Prinzessin ermutigt Bilbo. Er schleicht sich an den Arkenstein heran. Dabei bemerkt ihn der Drache möglicherweise auch deshalb nicht, weil er weiterhin den machtvollen Ring bei sich trägt. Bilbo ergreift den Arkenstein und schleppt ihn fort. Zusammen mit seinen drei Gefährten baut er daraufhin eine große Armbrust. An einer Armbrustpfeilspitze befestigten sie den herzförmigen Arkenstein. Gemeinsam schießen sie die Armbrust auf den schlafenden Drachen ab. Die Pfeilspitze durchdringt den harten Drachenpanzer, die Arkensteinspitze trifft mitten ins Drachenherz und tötet den aufschreienden Drachen. Bilbo hatte mit seinem Plan Erfolg, so wie Gandalf es vorhergesagt hatte.
Bilbo und Prinzessin Myka werden ein Paar. Sie lassen Thal wieder neu aufbauen und regieren es zusammen. Zu guter Letzt kehren sie gemeinsam zurück ins heimelige Hobbingen. Dort leben sie bis zu dem Moment, wenn Gandalf der Graue das nächste Mal anklopfen wird.

## Hintergrund
Der Produzent William Snyder hatte günstig die Tolkien-Verfilmungsrechte erworben. Der ursprüngliche Versuch, weitere Kapitalgeber für die Filmumsetzung zu gewinnen, scheiterte jedoch. Kurz vor dem Auslaufen der Lizenz existierten nur einige Filmskizzen sowie ein Drehbuch für den geplanten Langfilm. In der Zwischenzeit war die Bekanntheit von Tolkiens Werk erheblich gestiegen und die Filmrechte hatten an Wert gewonnen. Der abgeschlossene Lizenzvertrag sah vor, dass wenn Snyder bis 30. Juni 1966 einen farbigen Kinofilm zum Hobbit-Buch produzierte, er die Verfilmungsrechte zum Tolkien-Buch Der Herr der Ringe zu vergünstigten Konditionen erhalten würde. Die Qualität des Filmes war nicht weiter festgelegt. Es musste kein Animationsfilm sein und auch die Filmlänge war nicht spezifiziert. Snyder verblieb kaum noch Zeit, trotzdem beschloss er, dass der geplante Film sehr vereinfacht und stark verkürzt innerhalb der verbliebenen Zeit realisiert werden sollte.
Das zuvor entstandene Drehbuch von Gene Deitch, das kaum werkgetreu war, wurde um Bezüge zum Herrn der Ringe ergänzt und ansonsten stark gekürzt. An der Herstellung des Filmes wurden nur wenige Personen beteiligt. Die hauptsächliche Arbeit fand in einem tschechischen Trickfilmstudio statt. Die Zeichnungen mitsamt dem Szenenbild stammen offenbar von Gene Deitch und Adolf Born. Der Kurzfilm wurde sofort nach seiner Fertigstellung vom Regisseur Gene Deitch nach New York gebracht, wo er Ende Juni eintraf. Snyder hatte einen kleinen Vorführungsraum angemietet. Deitch lud Passanten auf der Straße zur Filmvorführung ein. Die Testzuschauer wurden nach der Filmvorführung gebeten, auf einem Schriftstück zu bestätigen, dass sie den Film gesehen hatten. In Folge konnte sich Snyder die Tolkien-Lizenzen sichern. Für 100.000 US-Dollar verkaufte er die Rechte an Tolkien und seinen Verleger zurück.